# You Are Not Alone (canción de Modern Talking)
You Are Not Alone ("No estás sólo/a") es el primer sencillo del octavo álbum de Modern Talking Alone.
Por sus ventas el sencillo ganó disco de oro en Alemania.
CD-Maxi Hansa 74321 63800 2 (BMG) / EAN 0743216380022 01.02.1999
1. You Are Not Alone (Video Version)	3:23
2. You Are Not Alone (Radio Edit)	3:41
3. You Are Not Alone (Versión extendida)	4:55
4. You Are Not Alone (Remix)		4:32
5. Space Mix				4:31

## Charts
| Chart (1985)    | Peak position |
| --------------- | ------------- |
| Alemania        | 1             |
| Argentina       | 1             |
| Austria         | 1             |
| Brasil          | 1             |
| Chile           | 1             |
| Eslovenia       | 1             |
| España          | 1             |
| Finlandia       | 1             |
| Francia         | 1             |
| Grecia          | 1             |
| Hungría         | 1             |
| Letonia         | 1             |
| Líbano          | 4             |
| Moldavia        | 1             |
| Noruega         | 1             |
| República Checa | 1             |
| Suecia          | 1             |
| Suiza           | 1             |

- Datos: Q2877873